# Hereford United Football Club
O Hereford United Football Club foi um clube de futebol da Inglaterra localizado em Hereford. Atualmente o clube se encontra na Sexta Divisão Inglesa, mas com o nome "Hereford Football Club". A antiga marca Hereford United foi oficialmente encerrada.

## Títulos
Campeonato Inglês da Terceira Divisão: 1
(1975-1976)